# 根室郡
- 令制国一覧 > 北海道 (令制) > 根室国 > 根室郡
- 日本 > 北海道 > 根室支庁 > 根室郡

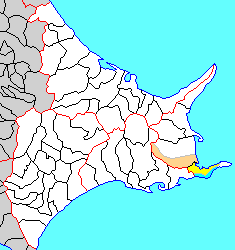
北海道根室郡の位置（黄：明治期 水色：後に他郡から編入された区域 薄黄：後に他郡に編入した区域）

根室郡（ねむろぐん）は、北海道（根室国）根室支庁にあった郡。

## 郡域
1879年（明治12年）に行政区画として発足した当時の郡域は、以下の区域にあたる。
- 根室市の一部（概ね北浜町、駒場町、明治町、光洋町、桂木、花咲港以東を除く）
- 野付郡別海町の一部（走古丹・奥行・上風連・矢臼別・泉川および本別海・別海・中西別・西春別の各一部）

## 歴史

### 郡発足までの沿革
戦国時代から江戸時代にかけて、蝦夷（アイヌ）の人々によってチャシ群が築かれている。
江戸時代の根室郡域は、松前藩によって開かれたネモロ場所に含まれた。江戸時代後期、根室郡域は東蝦夷地に属していた。南下政策を強力に進めるロシアの脅威に備え1799年（寛政11年）根室郡域は天領とされた。1806年（文化3年）高田屋嘉兵衛によって金刀比羅神社が創建されている。また、市杵島神社も文化年間に高田屋嘉兵衛により創祀された。1821年（文政4年）に根室郡域は一旦松前藩領に復したものの、1855年（安政2年）再び天領となり仙台藩が根室に出張陣屋を築城し警固をおこない、安政6年の6藩分領以降は仙台藩領であった。 戊辰戦争（箱館戦争）終結直後の1869年、大宝律令の国郡里制を踏襲して根室郡が置かれた。

### 郡発足以降の沿革
- 明治2年

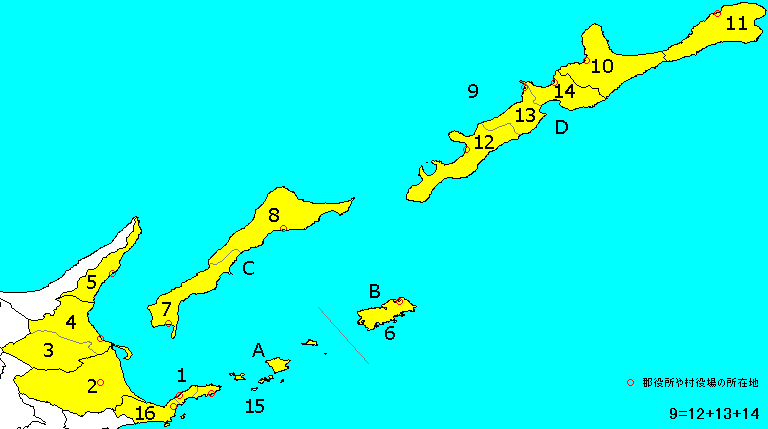
北海道根室郡の町村（1.根室町 16.和田村）

  - 8月15日（1869年9月20日） - 北海道で国郡里制が施行され、根室国および根室郡が設置される。開拓使が管轄。
- 明治3年
  - 6月12日（1870年7月10日） - 失業対策のため東京府の管轄となる（北海道の分領支配）。
  - 閏10月9日（1870年12月1日） - 再び開拓使の管轄となる。
- 明治5年
  - 4月9日（1872年5月15日） - 全国一律に戸長・副戸長を設置（大区小区制）。
  - 10月10日（1872年11月10日） - 4月に設置された区を大区と改称し、その下に旧来の町村をいくつかまとめて小区を設置（大区小区制）。
- 明治9年（1876年）9月 - 従来開拓使において随意定めた大小区画を廃し、新たに全道を30の大区に分ち、大区の下に166の小区を設けた。

- 第25大区
  - 2小区 ： 本町、花咲町、梅ケ枝町、鳴海町、有磯町、松ケ枝町、弥栄町、常盤町、緑町、根室村、穂香村、幌茂尻村、厚別村、西別村、走古潭村

- 明治10年（1877年）- 弥生町を設置。
- 明治12年（1879年）7月23日 - 郡区町村編制法の北海道での施行により、行政区画としての根室郡が発足。
- 明治13年（1880年）7月 - 根室郡外八郡役所（根室花咲野付標津目梨国後得撫新知占守郡役所）の管轄となる。
- 明治15年（1882年）2月8日 - 廃使置県により根室県の管轄となる。
- 明治18年（1885年）1月 - 根室郡外九郡役所（根室花咲野付標津目梨国後得撫新知占守色丹郡役所）の管轄となる。同年光和町、清隆町、平内町、定基町、松本町を設置。
- 明治19年（1886年）
  - 1月26日 - 廃県置庁により北海道庁根室支庁の管轄となる。
  - 2月 - 根室支庁が廃止。
  - 同年根室村根室別の一部から千島町、琴平町が起立。
- 明治21年（1888年）- 根室村根室別の一部から弁天町、汐見町が起立。また根室村から和田村が分離して成立。
- 明治30年（1897年）11月5日 - 郡役所が廃止され、根室支庁の管轄となる。
- 明治33年（1900年）7月1日 - 北海道一級町村制の施行により、本町、花咲町、梅ケ枝町、緑町、常盤町、弥生町、有磯町、光和町、松ケ枝町、清隆町、千島町、平内町、琴平町、定基町、鳴海町、松本町、弁天町、汐見町、弥栄町、根室村、花咲郡花咲村および穂香村の一部、友知村の一部の区域をもって根室町（一級町）が発足。（1町）
- 明治39年（1906年）4月1日 - 北海道二級町村制の施行により、和田村、穂香村、幌茂尻村、厚別村［一部］および花咲郡昆布盛村、落石村の区域をもって和田村（二級村）が発足。（1町1村）
- 大正12年（1923年）4月1日 - 西別村・走古潭村・厚別村が野付郡別海村の一部となる。
- 昭和18年（1943年）6月1日 - 北海道一・二級町村制が廃止され、北海道で町村制を施行。二級町村は指定町村となる。
- 昭和21年（1946年）10月5日 - 指定町村を廃止。
- 昭和22年（1947年）5月3日 - 地方自治法の施行により北海道根室支庁の管轄となる。
- 昭和32年（1957年）8月1日 - 根室町・和田村が合併して根室市が発足。同日根室郡消滅。

## 行政
特記なき場合『根室・千島歴史人名事典』による。
根室郡外八郡長
| 代 | 氏名     | 就任年月日                | 退任年月日         | 備考                         |
| -- | -------- | ------------------------- | ------------------ | ---------------------------- |
| 1  | 和田正苗 | 明治13年（1880年）7月15日 | 明治18年（1885年） | 花咲郡の一部から色丹郡が分立 |

根室郡外九郡長
| 代 | 氏名     | 就任年月日                 | 退任年月日                | 備考                                 |
| -- | -------- | -------------------------- | ------------------------- | ------------------------------------ |
| 1  | 松下兼清 | 明治18年（1885年）         | 明治19年（1886年）        |                                      |
| 2  | 広田千秋 | 明治19年（1886年）12月     | 明治22年（1889年）        |                                      |
| 3  | 細川碧   | 明治22年（1889年）7月      | 明治23年（1890年）7月     |                                      |
| 4  | 高岡直吉 | 明治23年（1890年）8月11日  | 明治28年（1895年）12月3日 |                                      |
| 5  | 林悦郎   | 明治28年（1895年）12月18日 | 明治30年（1897年）11月5日 | 根室郡外九郡役所を廃し根室支庁を置く |